# Sebastián Duarte
Sebastián Duarte (Monserrat, Ciudad Autónoma de Buenos Aires, 30 de diciembre de 1973) es un periodista y escritor argentino especializado en música. Ha realizado trabajos en medios gráficos, radiales, televisivos y también labores de prensa.

## Biografía

### Inicios
Durante su preadolescencia estudió guitarra en la reconocida Peña Folclórica Martín Fierro, en Avellaneda. Ya en la pubertad se entusiasmó con la guitarra eléctrica, formando parte de algunos conjuntos de rock de su ciudad.

### Trayectoria profesional
Como periodista realizó una pasantía en el diario La Razón, en la sección de Economía. Su interés por el mundo de la música hizo que enseguida colaborara en la sección de Espectáculos. En sus primeros reportajes para medios gráficos conoció a Gustavo Cordera, cantante del grupo argentino Bersuit Vergarabat, con quien entabló una profunda amistad durante algunos años. Por su cercanía al conjunto de rock, Duarte cooperó con la agrupación desde el plano de prensa y difusión. Luego de su paso por el diario "La Razón", el periodista pasó a colaborar de manera permanente para "El Expreso Diario", un matutino que duró muy poco tiempo y era propiedad del animador y conductor televisivo Gerardo Sofovich. Tras la desaparición de dicho diario, Duarte siguió relacionado con Gustavo Cordera en las movidas nocturnas del rock underground. Por intermedio del músico se relacionó con los periodistas y escritores Enrique Symns y Vera Land, quienes reaparecieron en el mercado alternativo con la mítica revista "Cerdos & Peces". Duarte fue fanático de la misma durante su adolescencia: solía cruzar el Puente Pueyrredón para conseguir algún ejemplar en la década del ´80.  De pronto, en 1996, el periodista empezó a escribir en la revista que marcó a fuego su primera juventud y su interés por la cultura rock.
Como consecuencia de moverse asiduamente por el ambiente roquero, el periodista de música de Avellaneda condujo un programa televisivo llamado "La Esquina del Rock Independiente", que se emitió por Canal 5 Telecreativa de Lanús, recibiendo el premio Negrito Manuel al “Mejor Programa de Rock Interzonal”, otorgado por la Asociación Premio Negrito Manuel de Luján. Asimismo, prosiguió su profesión dentro de la gráfica. Colaboró en el diario "Clarín" y escribió en las revistas "Pronto", "La Otra" y "Rolling Stone". Fue columnista en FM Supernova (Radio Nacional), La Tribu (FM 88.7) y condujo programas en radios Cooperativa AM 770m, Gráfica FM 89.3 y Nacional Folklórica.
Fue redactor "especial" de "Mavirock Revista" y, además, colaboró en la sección Espectáculos del diario "Tiempo Argentino". 
Trabajó en Editorial Publiexpress. Por otra parte, es creador y director de "Músicas del Mundo", revista de arte y culturas, un proyecto autogestionado.
Sebastián Duarte escribió siete libros: "Ricky de Flema: El último punk" (2005), "La Constitución travesti" -trabajo periodísitico novelado- (2009), "Pink Floyd: Derribando muros" y "Madonna: Reina material" (2012), "The Cure: La leyenda Dark", "Mujeres Perras" -libro de narraciones eróticas- (2013) y "Yo Toqué en Cemento" (2015).
En 2012, al cumplirse el décimo aniversario de la muerte de Ricardo Espinosa, cantante de Flema, el periodista reeditó por quinta vez -pero la primera de manera independiente- "Ricky de Flema: El último punk". También, ese mismo año llevó sus textos al teatro, en forma de homenaje al músico. 
Entre los meses de mayo y agosto produjo y dirigió el unipersonal "Ricky de Flema: El último punk" junto a un amigo de su juventud, Pablo Siroti. Tras un arduo casting, ambos decidieron que el papel de Ricardo Espinosa quedaría en manos del actor tandilense Cristian Majolo. La obra se desarrolló en el teatro La Ranchería del barrio porteño de Monserrat.
Actualmente, además de editar la Revista digital Músicas del Mundo (www.musicasdelmundo.com.ar), Duarte escribe sobre música para el diario argentino Clarín. También dicta cursos sobre escritura para el Centro Cultural Rojas (UBA). Por otra parte, entrevista a artistas en la plataforma Data.U, de la Unión de Trabajadores de Prensa de Buenos Aire.
Durante 2024, llevó adelante el Ciclo de "Entrevistas Strummer", que trató sobre encuentros, en vivo, con rockeros argentinos dentro del bar de dos integrantes del grupo de punk rock, Attaque77 (Leo De Cecco y Luciano Scaglione), y de Sergio Rotman (Los Fabulosos Cadillacs).